# Nova Santa Marta
Nova Santa Marta és un barri de la ciutat brasilera de Santa Maria, Rio Grande do Sul. El barri està situat al districte de Sede.

## Villas
El barri amb les següents villas: Loteamento Alto da Boa Vista, Loteamento Dez de Outubro, Loteamento Dezoito de Abril, Loteamento Marista, Loteamento Núcleo Central, Loteamento Sete de Dezembro, Nova Santa Marta, Vila Pôr do Sol.

## Galeria de fotos
| Agroindustrial                      | Agroindustrial       | Caturrita                          |
| Agroindustrial                      |                      | Passo d'Areia                      |
| Agroindustrial Juscelino Kubitschek | Juscelino Kubitschek | Passo d'Areia Juscelino Kubitschek |